# Černěves
Černěves (en allemand : Tschernowes) est une commune du district de Litoměřice, dans la région d'Ústí nad Labem, en Tchéquie. Sa population s'élevait à 212 habitants en 2021.

## Géographie
Černěves se trouve sur la rive gauche de l'Elbe, à 13 km au sud-est de Litoměřice, à 27 km au sud-est d'Ústí nad Labem et à 45 km au nord-ouest de Prague.
La commune est limitée par Chodouny au nord, par Kyškovice à l'est, par Vědomice au sud-est et au sud, et par Židovice et Hrobce à l'ouest .

## Histoire
La première mention écrite de Černěves remonte à 1233. Černěves, qui avait été incorporée à la commune de Vědomice, est redevenue une commune indépendante le 1er janvier 1992.

## Transports
Par la route, Černěves se trouve  à 6 km de Roudnice nad Labem, à 16 km de Litoměřice, à 43 km d'Ústí nad Labem et à 58 km de Prague.